# フレネミー 〜どぶねずみの街〜
『フレネミー 〜どぶねずみの街〜』（フレネミー どぶねずみのまち）は、2013年7月3日から9月18日まで日本テレビで放送された日本のテレビドラマ。毎週水曜日25:29 - 25:59（JSTでは木曜日1:29 - 1:59）枠で放送される。

## ストーリー
幼くして両親を失い、過酷な生活を続けながらも大都会で生き抜く決意をしていた森下夏生は、かつての幼なじみの岡嶋渉と再会する。

## キャスト

### 主要人物
森下 夏生 〈24〉
演 - SHOKICHI（EXILE）（少年期：羽鳥祥瑛 / 15歳：本山龍）
母は妹を出産直後に他界、父は小学5年生のときに蒸発し、その後は親戚の家に引き取られるが、悲惨な虐待を受け15歳で親戚の家から逃げ出す。カツアゲしてきた不良に暴行を働き、大見取少年院に収監される。
出所後ホストクラブで働き始めるが、先輩の嫉妬から集団暴行を受けて傷だらけになっているところを小暮に拾われる。小暮の元で金貸しの下積みを3年間経験したのちに「ナイトサロン Venus」の店長を任されるようになる。生き別れになった妹・香澄を支援するため、送金を続けている。最終話において銃撃されたらしい描写があるものの、生死はハッキリしていない。
岡嶋 渉〈24〉
演 - NAOTO（EXILE）（少年期：木村聖哉）
潜入捜査官。夏生は少年時代に同じ団地で暮らしていた唯一の幼馴染。大人になってから偶然夏生と再会し、リストラに遭い困っている状況のなか「ナイトサロン Venus」で働かせて欲しいと夏生に頼み込む。
捕えた鮫島に向かって、躊躇なく銃の引き金を引いた渉を小暮は高く評価し、夏生の代わりに新店長を命じる。
正体は上記の通り警察からの潜入捜査官である。最初は情けない態度や戯けた姿を見せていたもののこれらは全て演技であり、本性はドライで冷徹。だが夏生への友情は本物であり、彼を侮辱する者には本気の怒りを見せる。背丈は小柄だが、プロボクサー並みの戦いで相手を撃退する、探っていた城ヶ崎に音も無く近づいて激痛が消えないほどのパンチで昏倒させるなど戦闘力も極めて高く、片手で頑丈なグラスを割るほどの人間離れした膂力も持ち合わせている。
最終話で夏生と共に銃撃されたらしい描写があるが、最後まで生死は判明しなかった。

### 小暮グループ
小暮 真一〈47〉
演 - 神保悟志
会長。非合法の事業を多く展開し、現在の地位まで登りつめる。原点である「ナイトサロン Venus」を大事に思っている。潜入捜査官のことを「どぶねずみ」と呼称する。
北見
演 - 直江喜一
幹部社員。裏カジノを取り仕切る。
鮫島
演 - 虎牙光揮
幹部社員。潜入捜査官を炙りだす小暮の策略に引っ掛かり、捕まってしまう。

### ナイトサロン Venus
ルナ
演 - 坂田梨香子
キャバクラ嬢。もとは夏生に好意を抱く、しかし今は渉に好意を抱く。
カナコ
演 - 今野杏南
キャバクラ嬢。多額の借金に苦しんでいる。
藤沢
演 - 勝矢
黒服。急な人事で店長に抜擢された夏生の下で働くことに憤りを感じ、敵対心を剥き出しに黒服の仲間とともに暴行を働く。
白井 良三
演 - 小國彰裕
黒服。

### あいのいえ
森下 香澄〈17〉
演 - 荒井萌（幼少期：中村美乃莉）
夏生の妹。幼少期に兄と生き別れてから、子供支援センター「あいのいえ」で育ち、そのままスタッフとして働いている。兄の捜索を城ヶ崎に依頼。
西口 久美子
演 - 長谷部優
「あいのいえ」職員。香澄の同僚で友人。

### その他
矢崎 百合枝〈30〉
演 - 音月桂
刑事。社会のクズを徹底的に根絶やしにすることを目標に掲げる。上司（演：木下ほうか）の指示で小暮グループに潜入捜査官を潜り込ませる。潜入捜査官のことを「ねずみ」と呼称する。
城ヶ崎 健一〈27〉
演 - 山下健二郎（三代目J Soul Brothers）
ジャーナリスト。風間の身辺調査を行う。
風間 貞男〈62〉
演 - 京本政樹（特別出演）
実業家。風間ホールディングス会長。夏生が25歳の誕生日まで無事に生きていられるか、彼の生死を賭けたギャンブルを小暮と競い合っている。
美幸
演 - 飯島緋梨
夏生、渉の小学生時代の同級生。

## スタッフ
- 脚本 - 樫田正剛
- 音楽 - ブラボー小松
- 演出 - 大塚恭司、長沼誠、明石広人、岡本充史
- アクション監督 - 梅津正彦
- 主題歌 - THE SECOND from EXILE「プライド」（rhythm zone）
- 助監督 - 藤田智弘、伊藤大輔、戸倉亮爾
- アクション監督補 - 中村嘉夫
- カースタント - 野呂真治、橋本充吾
- 音楽協力 - 宇治野宗輝
- 選曲 - 近藤隆史
- タイトルバック - 熊本直樹、柿本ケンサク、大角哲也
- VFX - 木村康次郎
- 医療指導 - 吉原祥子
- 撮影協力 - ZEPPAN UEMATSU、木更津市、千葉県フィルムコミッション
- チーフプロデューサー・制作 - 森實陽三
- プロデューサー - 石尾純、柳内久仁子、仲野尚之
- 協力プロデューサー - 大塚泰之
- 制作プロデューサー - 益岡正志
- コンテンツプロデューサー - 飯泉亜希子、行実良
- アシスタントプロデューサー - 高橋政彦
- 協力 - LDH
- 製作プロダクション - 日テレアックスオン
- 制作協力 - 三城
- 企画制作 - 日本テレビ
- 製作著作 - 「フレネミー」製作委員会（日本テレビ / vap）

## 放送日程
| 各話   | 放送日  | サブタイトル                 | 演出     |
| ------ | ------- | ---------------------------- | -------- |
| 第1話  | 7月03日 | 強くなければ生きていけない！ | 大塚恭司 |
| 第2話  | 7月10日 | 汚れた金でも、金は金だろ…    | 大塚恭司 |
| 第3話  | 7月17日 | どぶねずみはいったい誰だ!?   | 大塚恭司 |
| 第4話  | 7月24日 | 兄を捜してください！         | 明石広人 |
| 第5話  | 7月31日 | どぶねずみは、まだいる！     | 岡本充史 |
| 第6話  | 8月07日 | 俺はまた渉を疑っているのか!? | 大塚恭司 |
| 第7話  | 8月14日 | 渉に向けられる疑惑の目！     | 長沼誠   |
| 第8話  | 8月21日 | 親友の渉が二匹目のねずみ!?   | 長沼誠   |
| 第9話  | 8月28日 | 鮫島に向けた銃口が火を噴く！ | 岡本充史 |
| 第10話 | 9月04日 | 15年前の真実が明らかに!?     | 明石広人 |
| 第11話 | 9月11日 | 警察と小暮が夏生の命を狙う！ | 大塚恭司 |
| 最終話 | 9月18日 | すべての真実が明かされる！   | 大塚恭司 |

### 備考
- 第1話は26:04 - 26:34放送、第2話は25:44 - 26:14放送、第4話は26:29 - 26:59放送、第8話は25:38 - 26:08、第11話は25:44 - 26:14放送。

## ネット局
| 放送対象地域 | 放送局            | 放送期間                 | 放送時間             | 系列           | 備考         |
| ------------ | ----------------- | ------------------------ | -------------------- | -------------- | ------------ |
| 関東広域圏   | 日本テレビ（NTV） | 2013年7月3日 - 9月18日   | 水曜日 25:29 - 25:59 | 日本テレビ系列 | 制作局       |
| 近畿広域圏   | 読売テレビ（ytv） | 2013年7月14日 - 10月27日 | 日曜日 25:59 - 26:34 | 日本テレビ系列 | 39日遅れ     |
| 富山県       | 北日本放送（KNB） | 2015年4月3日 - 6月19日   | 金曜日 26:00 - 26:30 | 日本テレビ系列 | 2年9か月遅れ |

## 関連商品
- デジタルブック

発売日：2013年12月11日
ページ数：134p
サイズ：1.59G
- Blu-ray

『フレネミー 〜どぶねずみの街〜 』Blu-ray BOX
発売日・2013年12月18日、発売元・バップ
【Blu-ray BOX初回生産限定豪華版】
- 品番：VPXX-71996　
- 5枚組(本編4枚（1巻3話収録）+特典ディスク1枚)
- 収録時間:約268分（＃1 - ＃12収録）＋特典映像 86分
- 仕様：片面一層・二層/カラー/ステレオ/リニアPCM/16：9 1080i High-Definition/日本語字幕（本編のみ）
- 封入特典: 超豪華ブックレット（60P）、プレミアムイベント応募抽選ハガキ

【Blu-ray BOX通常版】
- 品番：VPXX-71997　
- 4枚組(本編4枚（1巻3話収録）
- 収録時間:約268分
- 仕様：片面一層/カラー/ステレオ/リニアPCM/16：9 1080i High-Definition/日本語字幕
- 封入特典：ポストカードセット（10枚）

- DVD

『フレネミー 〜どぶねずみの街〜 』DVD-BOX
発売日・2013年12月18日、発売元・バップ
【DVD-BOX初回生産限定豪華版】
- 品番：VPBX-10951　
- 5枚組(本編4枚（1巻3話収録）+特典ディスク1枚)
- 収録時間:約268分（＃1 - ＃12収録）＋特典映像 86分
- 仕様：片面一層・二層/カラー/ステレオ/ドルビーデジタル/16：9LBビスタサイズ/日本語字幕（本編のみ）
- 封入特典: 超豪華ブックレット（60P）、プレミアムイベント応募抽選ハガキ

【DVD-BOX通常版】
- 品番：VPBX-10952　
- 4枚組(本編4枚（1巻3話収録）
- 収録時間:約268分
- 仕様：片面一層・二層/カラー/ステレオ/ドルビーデジタル/16：9LBビスタサイズ/日本語字幕
- 封入特典：ポストカードセット（10枚）